# Alexander Mitscherlich (kemist)
Alexander Mitscherlich, född 28 maj 1836 i Berlin, död 1 juni 1918 i Oberstdorf, var en tysk kemist; son till Eilhard Mitscherlich.
Mitscherlich blev 1868 professor i oorganisk kemi vid den nyinrättade forstakademien i Hann. Münden och 1883 i Freiburg im Breisgau. Han var en av sulfitcellulosaindustrins grundläggare och gjorde även flera andra uppfinningar på cellulosaindustrins område, såsom tillverkning av lim och alkohol ur sulfitlut samt pappersgarn. Han patenterade en tidig version av sulfitprocessen 1882.
Av hans vetenskapliga arbeten är undersökningar över gasers antändningstemperatur mest bekanta.